# Melanoloma varians
Melanoloma varians är en tvåvingeart som först beskrevs av Ignaz Rudolph Schiner 1868.  Melanoloma varians ingår i släktet Melanoloma och familjen Richardiidae. Inga underarter finns listade i Catalogue of Life.